# راس الموائي (حبيش)

تعديل مصدري - تعديل

راس الموائي محلة تابعة لقرية الرونة، التابعة لعزلة وادي المعقاب بمديرية حبيش إحدى مديريات محافظة إب في الجمهورية اليمنية، بلغ تعداد سكانها 83 حسب تعداد اليمن لعام 2004.